# L'Auteur de « Beltraffio »
L’Auteur de « Beltraffio » (The Author of “Beltraffio”) est une nouvelle d'Henry James, parue dans The English Illustrated Magazine en 1884, et reprise en volume l’année suivante chez Osgood, à Boston, et Macmillan, à Londres.

## Résumé
Le narrateur, un admirateur américain du romancier britannique Mark Ambient, plus que ravi par la lecture de Beltraffio, son dernier roman, lui rend visite dans sa demeure du Surrey. Outre le grand homme, il rencontre l’épouse de l’écrivain, son fils de sept ans, Dolcino, et son étrange sœur Gwendolyn. Il apprend, non sans surprise, que Madame Ambient déteste les romans de son mari, qu’elle juge immoraux. Peu après, Dolcino, déjà fragile, tombe gravement malade et, cherchant à soustraire l’enfant à la néfaste influence de son père, la mère supprime la médication du petit malade qui en meurt. En proie aux remords, elle décède elle-même après quelques mois de tourments, car elle s’est sur le tard réconcilié avec les œuvres de son mari et a même lu Beltraffio avec contentement peu avant sa mort.

## Traductions françaises
- L’Auteur de « Beltraffio », traduit par Jean Pavans, dans Nouvelles complètes, tome II Paris, Éditions de la Différence, 1992
- L’Auteur de « Beltraffio », traduit par Diane de Margerie et François Xavier Jaujard, Paris, dans Nouvelles complètes, tome IV, Gallimard, coll. « Bibliothèque de la Pléiade », 2011

## Adaptations
À la télévision
1976 : L’Auteur de Beltraffio, téléfilm britannique de Tony Scott, avec Tom Baker et Georgina Hale
Au théâtre
2005 : L'Auteur de Beltraffio de Jean Pavans, d’après la nouvelle éponyme d’Henry James, mise en scène de Jacques Lassalle, Festival de théâtre Nava Limoux